# Mit liv som hund
Mit liv som hund er en svensk dramafilm fra 1985 instrueret af Lasse Hallström. Den er baseret på den anden roman i en semi-selvbiografisk trilogi af Reidar Jönsson og fortæller historien om Ingemar, en ung dreng, der sendes for at bo hos slægtninge. Medvirkende tæller blandt andre Anton Glanzelius, Melinda Kinnaman og Tomas von Brömssen.
Filmen var en kommerciel succes, og i 1988 blev den nomineret til to Oscars i kategorierne bedste instruktør og bedste filmatisering.

## Handling
Sverige 1959. En fortælling om den 12-årige Ingemar, der som en sand overlevelseskunstner formår at holde alle katastrofer på afstand. Hans mor bliver alvorligt syg, og Ingemar bliver sendt til sin onkel på landet i Småland. Men selv da moderen er død, og hans hund er blevet aflivet, klarer han sig igennem med sin humor og sit motto: Det kunne være meget værre, "Jeg kunne have været rumhunden Laika, som de bare sendte lige ud i rummet"!

## Medvirkende (i udvalg)
- Anton Glanzelius som Ingemar Johansson
- Manfred Serner som Erik Johansson
- Anki Lidén som Ingemars og Eriks mor
- Tomas von Brömssen som Gunnar
- Melinda Kinnaman som Saga
- Ing-Marie Carlsson som Berit
- Lennart Hjulström som kunstneren
- Johan Widerberg som dreng i byen